# 希夫帕尔·辛格
希夫帕尔·辛格（Shivpal Singh，1995年7月6日—）是一名印度男子田径运动员，主攻标枪项目。
他在2018年亚洲运动会以74米11的成绩获得第八名。2019年亚洲田径锦标赛，他以86米23的个人最好成绩摘得银牌。